# マイケル・R・クインラン
マイケル・R・クインラン（Michael Robert Quinlan、1944年12月9日 - ）は、アメリカ合衆国の実業家である。1987年3月から1998年7月まで、マクドナルドの最高経営責任者(CEO)を務めた。

## 生涯
1944年12月9日にイリノイ州シカゴで生まれた。1963年、奨学金を得てロヨラ大学に入学した。大学に入学したのは一族で初めてのことだった。生活費を稼ぐために、ルームメイトで、マクドナルドの社長秘書ジューン・マルティーノの息子のジョン・マルティーノの紹介で、マクドナルドの郵便室で働き始めた。ロヨラ大学では、哲学と心理学の学士号と経営学の修士号を取得して、1970年に卒業した。
マクドナルドでは、1982年に社長兼最高執行責任者(COO)に就任し、1987年3月から1998年7月まで最高経営責任者(CEO)、1990年3月から1999年5月まで取締役会会長を務めた。2002年にマクドナルドを退社した。
1999年、母校ロヨラ大学の理事会会長に就任した。ロヨラ大学が生命科学棟を新たに建設する際に、全寄付額の約3分の1に当たる1千万ドルを寄付した。この建物は2004年12月3日に竣工し、クインラン夫妻の名を冠して「マイケル・R・アンド・マリリン・C・クインラン生命科学教育研究センター」と命名された。2012年6月には、同大学の経営大学院に4千万ドルを寄贈し、経済学部と経営大学院は「マイケル・R・クインラン・ビジネススクール」に改称した。